# فرنسيسكو فيغا
فرنسيسكو فيغا (بالفرنسية: Gitanillo de Triana)‏ (و. 1903 – 1931 م) هو ماتادور إسباني، ولد في إشبيلية، توفي في مدريد، عن عمر يناهز 28 عاماً، بسبب هجمات الحيوانات.